# Џастин Кејлен Кастијо
Џастин Кејлен Кастијо (енгл. Justin Caylan Castillo, Сан Антонио, Тексас, Сједињене Америчке Државе, 11. септембар 1992) познатији као Џеј-Си Кејлен (енгл. Jc Caylen), амерички је јутјубер и глумац.
Током осам година, колико је већ на јутјубу, Џеј-Си је скупио 2,85 милиона претплатника на свом личном јутјуб каналу „lifewithJc”, а канал „KianAndJc”, који дели са пријатељем Кијаном Лолијем, броји 3,7 милиона претплатника.

## Младост и образовање
Џеј-Си је рођен 11. септембра 1992. године у Хјустону, Тексас, породица се убрзо преселила у Сан Антонио, Тексас, где је и одрастао. Има две сестре и брата. Родитељи су му се развели, када је био јако мали. Похађао је средњу школу, Sandra Day O'Connor High School, у граду Хелотес, Тексас. Кратко је студирао на тексашком универзитету у Сан Антонију, након чега је се посветио својој јутјуб каријери. 

## Каријера

### Јутјуб каријера
Кејлен је започео своју каријеру на јутјубу 2010. године, када је објавио свој први видео на јутјуб канал „lifewithJc”. Велику популарност стекао је као члан јутјуб групе „Our2ndLife”, где су он, Рики Дилон, Треви Моран, Конор Франта, Кијан Лоли и Сем Поторф као чланови групе имали и међународну турнеју и укупно 2,7 милиона претплатника на платформи Јутјуб, након чега је се група убрзо распала, у децембру 2014. године. Џеј-Си је тада са Кијаном Лолијем покренуо свој заједнички канал „KianAndJc” у јануару 2015.

### Музичка каријера
2015. године Кејленов компилацијски албум Neptonus доспео је на прво место на листи Top Dance/Rap албума, према Billboard часопису.

### Глумачка каријера
Поред јутјуб каријере, Џастин је се појавио и као глумац у неколико филмова и телевизијских серија. У интервјуу за АОЛ, Кејлен је изјавио како то јутјуб утиче на његову глумачку каријеру, рекавши: „Рекао бих да је то много утицало на моју каријеру, јер људи виде моју личност на јутјубу и желе више да раде са мном... То је скоро као видео резиме, зато што имам своју личност на јутјубу и зато што не глумим, могу да виде ко сам и чиме се бавим. Осећам као да ме познају на личном нивоу и знају како би било радити са мном.”
2016. године глумео је у комедији Boo! A Madea Halloween, а онда и у наставку филма 2017. године, Boo 2! A Madea Halloween.

## Филмографија
| Година | Изворни назив                                | Улога                     | Напомена                             |
| ------ | -------------------------------------------- | ------------------------- | ------------------------------------ |
| 2014   | Teen Wolf                                    | Неименовам лик у позадини | Епизода: „More Bad Than Good”        |
| 2016   | Making Moves                                 | Он                        | Епизода: „The Name Part 2”           |
| 2016   | The Youtube Killer                           | Он                        | Кратки филм                          |
| 2016   | Fight of the Living Dead: Dead Experiment 88 | Он                        | Интернет ријалити серијал            |
| 2017   | T@gged                                       | Sean                      | 23 епизоде                           |
| 2017   | H8ters                                       | Он/ Zweeb/ Gui Spice      | 10 епизода                           |
| 2017   | Apologies In Advance with Andrea Russett     | Он                        | Епизода: „JC Caylen”                 |
| 2018   | Escape the Night                             | The Hippie                | Интернет ријалити серијал, 2 епизоде |
| 2019   | Tell Me a Story                              |                           | 2. сезона                            |

| Година | Изворни назив            | Улога         | Напомена     |
| ------ | ------------------------ | ------------- | ------------ |
| 2015   | #O2LFOREVER              | Он            | Документарац |
| 2016   | Sickhouse                | Он            |              |
| 2016   | Boo! A Madea Halloween   | Mikey         |              |
| 2017   | Party Boat               | Officer Hicks |              |
| 2017   | Boo 2! A Madea Halloween | Mikey         |              |